# Exocarpos latifolius

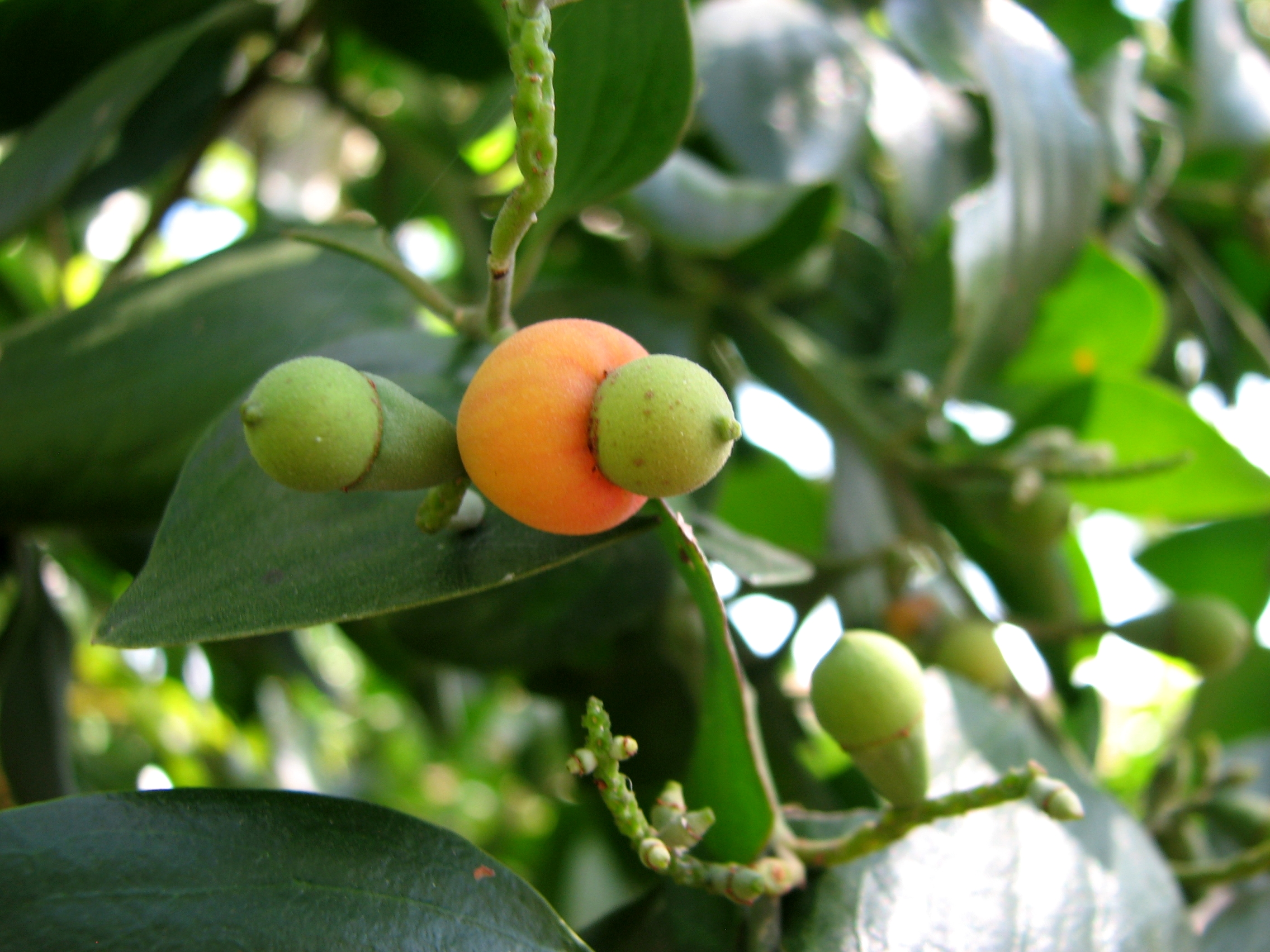
Fruto do Exocarpos latifolius

Exocarpos latifolius é uma espécie de árvore parasita da família das plantas Santalaceae. Elas têm os nomes comuns madeira de sândalo, cerejeira, oringorina, cerejeira com folhas largas ou cerejeira nativa . A espécie é encontrada na floresta de monções, na floresta litorânea e, ocasionalmente, em florestas mais abertas na Malásia e no norte da Austrália.